# Andrena viridescens
Andrena viridescens là một loài ong trong họ Andrenidae. Loài này được Viereck miêu tả khoa học đầu tiên năm 1916.